# Macrobiotus julianae
Espèce
Synonymes
- Minibiotus julianae Meyer, 2012

Macrobiotus julianae est une espèce de tardigrades de la famille des Macrobiotidae.

## Distribution
Cette espèce est endémique de la Dominique.

## Étymologie
Cette espèce est nommée en l'honneur de Juliana G. Hinton.

## Publication originale
- Meyer, 2012 : A new water bear, Minibiotus julianae, from the Caribbean Island of Dominica (Tardigrada: Eutardigrada: Parachela: Macrobiotidae).' Proceedings of the Biological Society of Washington, vol. 125, no 1, p. 54-60.